# 泰勒鎮區 (明尼蘇達州貝爾特拉米縣)
泰勒鎮區（英語：Taylor Township）是位於美國明尼蘇達州貝爾特拉米縣的一個行政鎮區。

## 地方資料
泰勒鎮區的面積為88.60平方千米，當中陸地面積為83.30平方千米，而水域面積為5.30平方千米。根據2020年美國人口普查的數據，當地共有人口113人，而人口密度為每平方千米1.28人。